# Dasychira nolana
Dasychira nolana is een vlinder uit de familie spinneruilen (Erebidae), onderfamilie donsvlinders (Lymantriinae). De wetenschappelijke naam van deze soort is voor het eerst geldig gepubliceerd in 1882 door Mabille.
De soort komt voor in tropisch Afrika.